# 八水绕长安

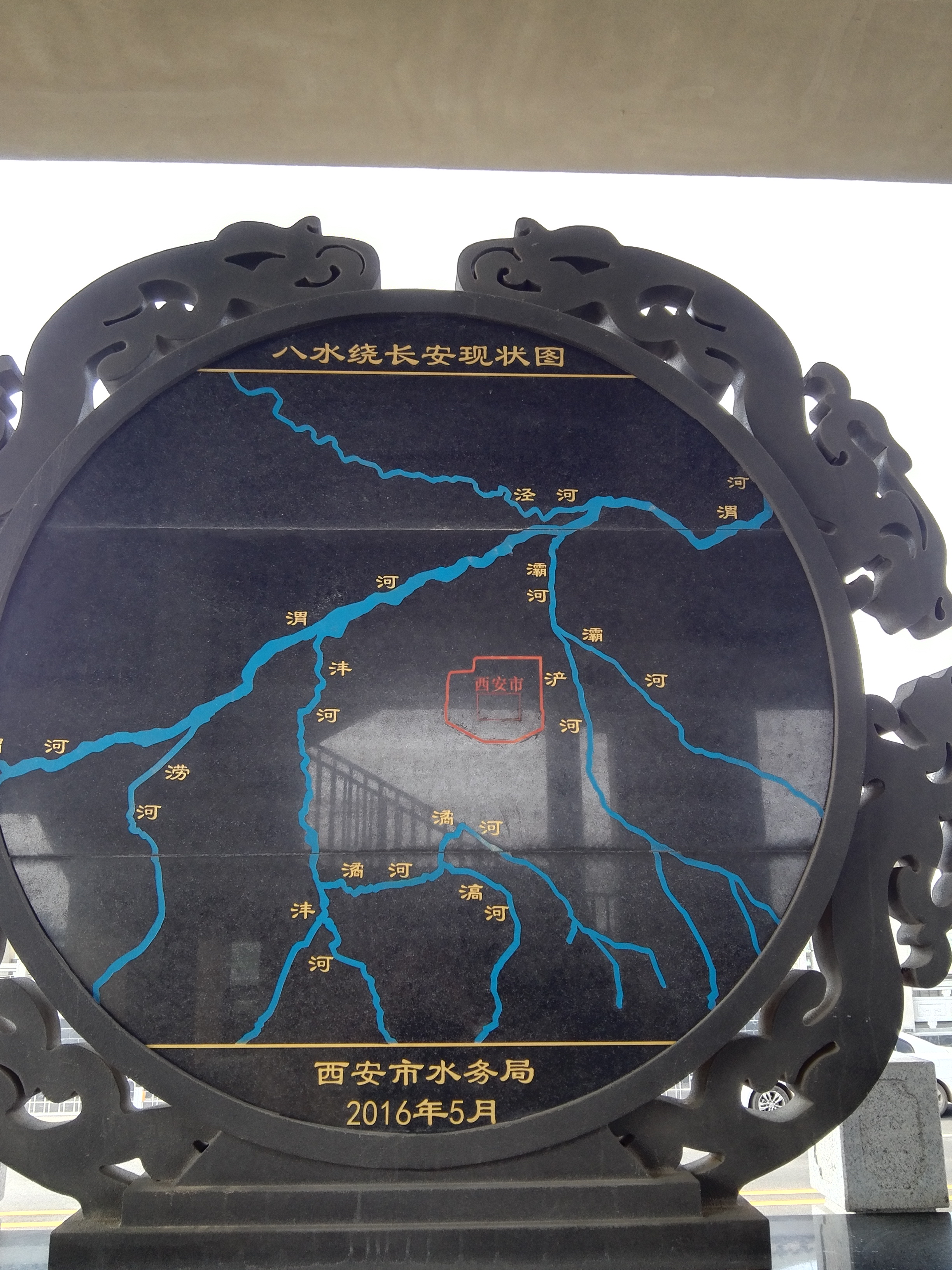
地图描绘了八水绕长安的八条河流的分布

八水绕长安，指的是西安城（长安）四周的八条河流：渭河、泾河、沣河、涝河、潏河、滈河、浐河、灞河。渭、泾是其中两条大的河流。
西汉文学家司马相如在《上林赋》中，描写汉代上林苑的美，写道“荡荡乎八川分流，相背而异态”，以后就有了“八水绕长安”的描述。 
“八水”均属黄河水系。渭河汇入黄河，而其他“七水”原本各自直接汇入渭河。然而由于时代变迁，浐河成为了灞河的支流；滈河成为潏河的支流，潏河后又与沣河的交汇。

## “八水”简介
君未睹夫巨丽也，独不闻天子之上林乎？左苍梧，右西极。丹水更其南，紫渊径其北。终始灞浐，出入泾渭；镐潦，纡馀委蛇，经营乎其内。荡荡乎八川分流，相背而异态。——《上林赋》
- 渭河是黄河的最大支流，发源于甘肃省渭源县，于陕西潼关注入黄河。全长818公里，流域总面积134766平方公里，年径流量102亿立方米。渭河绕西安之北。
- 泾河是渭河的最大支流，干流发源于六盘山东麓宁夏回族自治区泾源县，于高陵区蒋王村汇入渭河左岸。全长455公里，流域总面积45421平方公里，年径流量21.4亿立方米。泾河绕西安之北。
- 沣河发源于长安区沣峪，流至咸阳市境内汇入渭河，全长82公里，总流域面积1460平方公里。 据载，大禹曾经治理过沣河，西周的丰、镐二京就建在沣河东西两岸。秦咸阳、汉长安也位于沣河、渭河交汇处，汉、唐时的昆明池也是引沣河水形成的。沣河绕西安之西。
- 涝河古称潦水，源头有两条，东涝河发源于静峪垴，西涝河发源于秦岭梁，两河交汇后北流，最后北经咸阳流入渭河。涝河全长82公里，总流域面积663平方公里。 涝河绕西安之西。

- 潏河发源于长安区秦岭北坡的大峪，是西安地区最负盛名的河流。潏河在牛头寺附近分为两支，向北为皂河，向西则与滈河合流汇入沣河。河长67.2公里，流域面积687平方公里。潏河绕西安之南。

- 滈河发源于长安区石砭峪，全长46公里，流域面积292平方公里。与潏河在香积寺汇合后向西，在鄠邑区秦渡镇附近注入沣河。滈河绕西安之南。

- 浐河发源于蓝田县汤峪，是灞浐水系的最大支流，流经西安东郊纺织城在广太庙附近注入灞河，全长70公里。浐河绕西安之东。

- 灞河发源于蓝田县灞源乡，全长109公里，流域面积2563.7平方公里。据史载，灞河原名“滋水”，春秋时秦穆公为了炫耀其霸业，改名为灞河。唐在此地设驿站，亲友出行多在这里折柳送行。因沿河岸遍植柳树，春天柳絮纷飞如雪，“灞柳风雪”成为“长安八景”之一。 灞河绕西安之东。

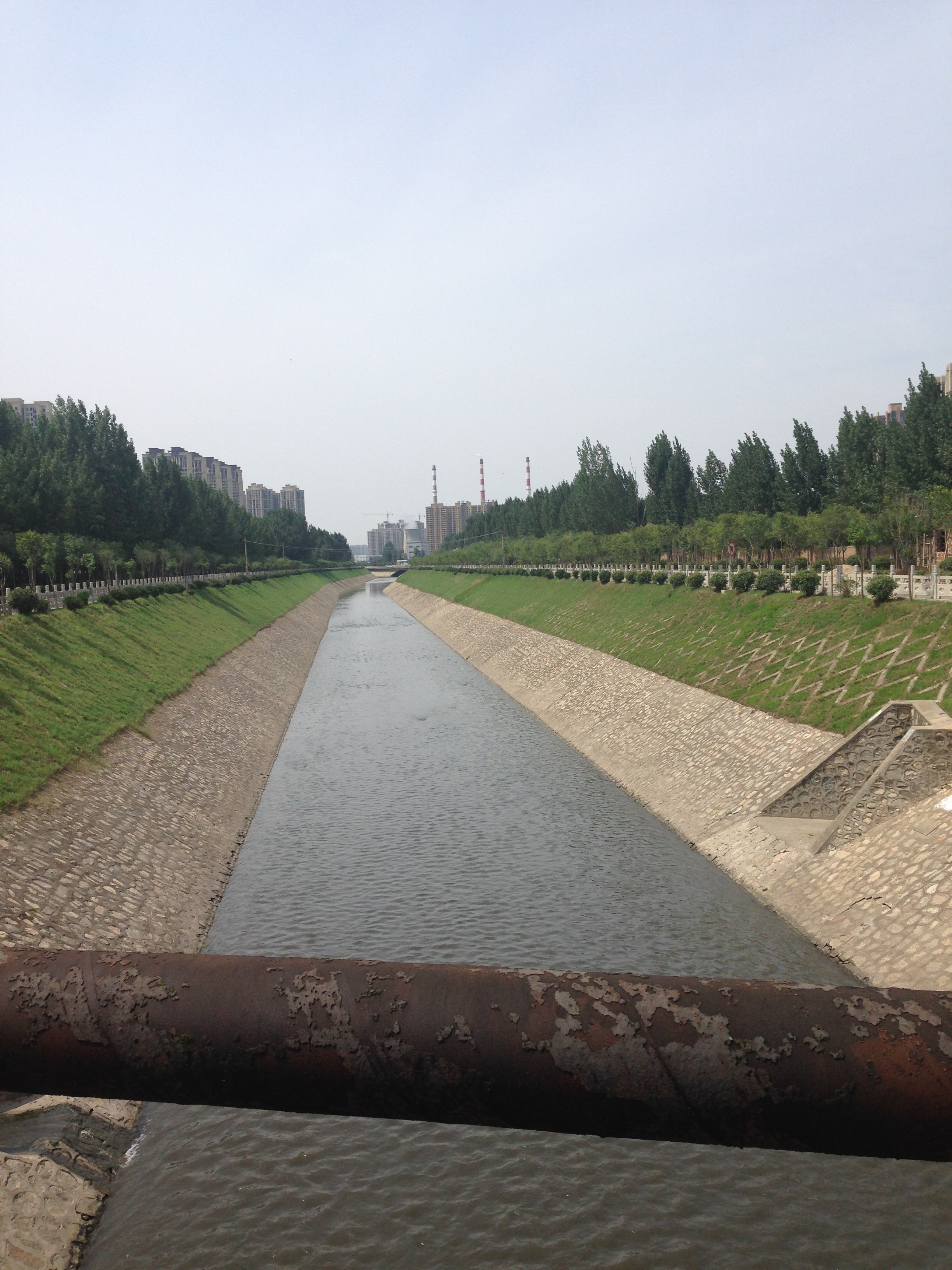
在富裕路上向北看皂河

- 在富裕路上向北看皂河氵皂河（亦作皂河）不应属于“八水”，它原是潏河的古道，河原来沿今之河直接入渭，后于长安区附近之瓜洲村经人工改造绕经神禾原。 目前，氵皂河起自长安区申店乡潏河北侧，流经长安区韦曲、杜城、申店进入西安市区，再经丈八沟、北石桥、三桥镇、六村堡至草滩入渭河。全长32公里，西安市区段长27.4公里。氵皂水本名为漕水，据《汉书》记载 ：“武帝元兴六年（公元前139年）春 ，穿漕渠通渭。”今名中“氵皂”字由“漕”演变而来。该河为唐代漕渠和明代通济渠之源，民国以后称作官河。因本是人工河流，今水源除季节性洪水和潏河的渗水之外，上游主要为稻田的余水，北石桥以下与城市防洪渠汇流以后，排泄城市工业污水为主。最大流量为40立方米每秒。[1][2]

## 污染
随着西安市规模的扩大，“八水”面临着水量锐减、污染严重的问题，河流生态功能的逐步退化，城镇生活污染取代工业污染成为渭河的主要污染源。据统计，2013年渭河流域生活氨氮排放量为2.26万吨，是工业排放量的4.5倍。